# 三十岗乡
三十岗乡，是中华人民共和国安徽省合肥市庐阳区下辖的一个乡镇级行政单位。

## 行政区划
三十岗乡下辖以下地区：
三十岗村、陈龙村、东瞿村、汪堰村、柴冲村、瞿嘴村、堰稍村、风景村和崔岗村。